# Liste der Baudenkmäler in Cracau (Krefeld)
Die Liste der Baudenkmäler in Cracau (Krefeld) enthält die denkmalgeschützten Bauwerke auf dem Gebiet von Krefeld-Cracau, Stadtbezirk Mitte, in Nordrhein-Westfalen (Stand: April 2020). Diese Baudenkmäler sind in der Denkmalliste der Stadt Krefeld eingetragen; Grundlage für die Aufnahme ist das Denkmalschutzgesetz Nordrhein-Westfalen (DSchG NRW).

| Bild                                                            | Bezeichnung                                                     | Lage                                                              | Beschreibung | Bauzeit   | Eingetragen seit | Denkmal- nummer |
| --------------------------------------------------------------- | --------------------------------------------------------------- | ----------------------------------------------------------------- | --- | --------- | ---------------- | --------------- |
|                                                                 |                                                                 | Stephanplatz Albrechtplatz 1 Karte                                | |           |                  | 6               |
|                                                                 |                                                                 | Stephanplatz Albrechtplatz 3 Karte                                | |           |                  | 793             |
|                                                                 |                                                                 | Stephanplatz Albrechtplatz 9 Karte                                | |           |                  | 7               |
|                                                                 |                                                                 | Stephanplatz Albrechtplatz 11 Karte                               | |           |                  | 794             |
|                                                                 |                                                                 | Stephanplatz Albrechtplatz 13 Karte                               | |           |                  | 795             |
|                                                                 |                                                                 | Stephanplatz Albrechtplatz 15 Karte                               | |           |                  | 796             |
|                                                                 |                                                                 | Stephanplatz Albrechtplatz 17 Karte                               | |           |                  | 797             |
|                                                                 |                                                                 | Stephanplatz Albrechtplatz 19 Karte                               | |           |                  | 798             |
|                                                                 |                                                                 | Stephanplatz Albrechtplatz 21 Karte                               | |           |                  | 799             |
|                                                                 |                                                                 | Stephanplatz Albrechtplatz 23 Karte                               | |           |                  | 800             |
|                                                                 |                                                                 | Stephanplatz Albrechtplatz 24 Karte                               | |           |                  | 801             |
|                                                                 |                                                                 | Stephanplatz Albrechtplatz 26 Karte                               | |           |                  | 802             |
|                                                                 |                                                                 | Stephanplatz Albrechtplatz 28 Karte                               | |           |                  | 803             |
| Hohes Haus                                                      | Hohes Haus                                                      | Cracau Am Hohen Haus 2 Karte                                      | zweigeschossiges, repräsentatives Wohnhaus der ehemaligen Burg, im gleichen Stil wie das Schloss Cracau errichtet; umgeben wird das Gebäude von Teilen der erhaltenen Burgmauer | 1820      |                  | 18              |
|                                                                 |                                                                 | Cracau Bismarckplatz 11 Karte                                     | Architekt: Karl Buschhüter |           |                  | 312             |
|                                                                 |                                                                 | Cracau Bismarckplatz 15 Karte                                     | Architekt: Karl Buschhüter |           |                  | 39              |
| ehemaliges Kreisständehaus                                      | ehemaliges Kreisständehaus                                      | Cracau Bismarckplatz 32 Karte                                     | |           |                  | 314             |
|                                                                 |                                                                 | Cracau Bismarckplatz 33 Karte                                     | Architekt: Karl Buschhüter |           |                  | 405             |
|                                                                 |                                                                 | Cracau Bismarckplatz 35 Karte                                     | |           |                  | 406             |
|                                                                 |                                                                 | Cracau Bismarckplatz 37 Karte                                     | |           |                  | 407             |
|                                                                 |                                                                 | Cracau Bismarckplatz 41 Karte                                     | |           |                  | 315             |
|                                                                 |                                                                 | Cracau Bismarckplatz 43 Karte                                     | |           |                  | 316             |
|                                                                 |                                                                 | Cracau Bismarckplatz 45 Karte                                     | |           |                  | 408             |
|                                                                 |                                                                 | Cracau Bismarckplatz 47 Karte                                     | |           |                  | 409             |
|                                                                 |                                                                 | Cracau Bismarckstraße 32 Karte                                    | Architekt: Karl Buschhüter |           |                  | 317             |
|                                                                 |                                                                 | Cracau Bismarckstraße 37 Karte                                    | |           |                  | 905             |
|                                                                 |                                                                 | Cracau Bismarckstraße 39 Karte                                    | |           |                  | 582             |
|                                                                 |                                                                 | Cracau Bismarckstraße 80 Karte                                    | |           |                  | 858             |
|                                                                 |                                                                 | Cracau Bismarckstraße 83 Karte                                    | |           |                  | 40              |
|                                                                 |                                                                 | Cracau Bismarckstraße 85 Karte                                    | |           |                  | 318             |
|                                                                 |                                                                 | Cracau Bismarckstraße 103 Karte                                   | |           |                  | 597             |
|                                                                 |                                                                 | Cracau Bismarckstraße 107 Karte                                   | |           |                  | 1014            |
|                                                                 |                                                                 | Cracau Bismarckstraße 109 Karte                                   | |           |                  | 319             |
|                                                                 |                                                                 | Cracau Bismarckstraße 114 Karte                                   | |           |                  | 870             |
|                                                                 |                                                                 | Schinkenplatz Blücherstraße 60 Karte                              | |           |                  | 41              |
|                                                                 |                                                                 | Cracau Bogenstraße 69 Karte                                       | |           |                  | 967             |
|                                                                 |                                                                 | Cracau Brahmsstraße 73 Karte                                      | |           |                  | 295             |
|                                                                 |                                                                 | Cracau Brahmsstraße 75 Karte                                      | |           |                  | 830             |
|                                                                 |                                                                 | Cracau Brahmsstraße 77 Karte                                      | |           |                  | 831             |
|                                                                 |                                                                 | Cracau Brahmsstraße 79 Karte                                      | |           |                  | 832             |
| Haus Leyental                                                   | Haus Leyental                                                   | Cracau Cracauer Straße 32 Leyentalstraße 1 Karte                  | | 1777–1781 |                  | 57              |
| Ringlokschuppen                                                 | Ringlokschuppen                                                 | Schinkenplatz Dießemer Straße Karte                               | Hinweis für den Bebilderer: Das Baudenkmal Ringlokschuppen (Dießemer Straße) ist nicht von der Straße einzusehen, Kontaktaufnahme mit dem Eigentümer schlug leider fehl, eine ältere Aufnahme konnte eingestellt werden. |           |                  | 792             |
| Feuerwache                                                      | Feuerwache                                                      | Schinkenplatz Florastraße 58, 66 Karte                            | Architekt: Ernst Scholze; Stil: Jugendstil und Historismus | 1908–1909 |                  | 322             |
|                                                                 |                                                                 | Cracau Friedrich-Ebert-Straße 15 Karte                            | |           |                  | 713             |
|                                                                 |                                                                 | Cracau Friedrich-Ebert-Straße 17 Karte                            | |           |                  | 962             |
|                                                                 |                                                                 | Cracau Friedrich-Ebert-Straße 25 Karte                            | |           |                  | 871             |
| weitere Bilder                                                  | Villa Merländer                                                 | Cracau Friedrich-Ebert-Straße 42 Karte                            | Der Krefelder Kaufmann Richard Merländer (1874–1942) ließ 1924/25 in Krefeld die Villa Merländer für sich und seine Familie durch den Architekten Friedrich Kühnen errichten. |           |                  | 619             |
|                                                                 |                                                                 | Cracau Friedrich-Ebert-Straße 61 Karte                            | |           |                  | 65              |
|                                                                 |                                                                 | Cracau Friedrich-Ebert-Straße 69 Karte                            | |           |                  | 66              |
|                                                                 |                                                                 | Cracau Goethestraße 64 Karte                                      | |           |                  | 381             |
|                                                                 |                                                                 | Cracau Goethestraße 98 Karte                                      | |           |                  | 715             |
|                                                                 |                                                                 | Cracau Goethestraße 100 Karte                                     | |           |                  | 927             |
|                                                                 |                                                                 | Cracau Goethestraße 104 Karte                                     | |           |                  | 968             |
|                                                                 |                                                                 | Cracau Grafschaftsplatz 11 Karte                                  | |           |                  | 759             |
|                                                                 |                                                                 | Stephanplatz Hansastraße 87 Karte                                 | |           |                  | 944             |
|                                                                 |                                                                 | Schinkenplatz Hardenbergstraße 81 Karte                           | |           |                  | 78              |
| weitere Bilder                                                  | Grenzstein                                                      | Cracau Hohenzollernstraße Karte                                   | Nach der Schlichtung von Streitigkeiten zwischen dem Königreich Preußen und dem Kurfürstentum Köln wurde die Grenze im Jahr 1726 durch vierzehn „neu eingesetzte steinerne Pfähle“ gesichert, von denen heute noch neun dieser Grenzsteine erhalten sind. Sie markieren die Grenze der Herrlichkeit Krefeld von der Glockenspitz über Schützenhof bis Schicksbaum. Auf der Stirnseite findet sich das Moerser Wappen und (darunter) der Schriftzug „Crevelt“, auf der Rückseite das kurkölnische Wappen und (darunter) der Schriftzug „Kempen“. Auf den anderen Seiten findet sich die Jahreszahl „1726“ und die laufende Nummer des Grenzsteins. Wie viele dieser Grenzsteine befindet er sich nicht mehr an seinem ursprünglichen Ort, ein Grund für die Umsetzung ist nicht bekannt. | 1726      |                  | 603             |
|                                                                 |                                                                 | Cracau Hohenzollernstraße 4 Karte                                 | Architekt: August Biebricher |           |                  | 908             |
|                                                                 |                                                                 | Cracau Hohenzollernstraße 11 Karte                                | |           |                  | 883             |
|                                                                 |                                                                 | Cracau Hohenzollernstraße 15 Karte                                | |           |                  | 583             |
|                                                                 |                                                                 | Cracau Hohenzollernstraße 19 Karte                                | |           |                  | 716             |
|                                                                 |                                                                 | Cracau Hohenzollernstraße 37 Karte                                | Architekt: Karl Buschhüter |           |                  | 293             |
| Haus Rudolf Oetker                                              | Haus Rudolf Oetker                                              | Cracau Hohenzollernstraße 91 Karte                                | Architekt: August Biebricher | 1927–1928 |                  | 292             |
| weitere Bilder                                                  | Kaiser-Friedrich-Denkmal im Kaiser-Friedrich-Hain und Tor       | Bleichpfad gegenüber Leyentalstraße 69 Steckendorfer Straße Karte | mit der sich daran anschließenden Zaunanlage an der Steckendorfer Straße; Architekt: Hugo Lechmig | 1915      |                  | 934             |
| Haus von Beckerath                                              | Haus von Beckerath                                              | Bleichpfad Leyentalstraße 78 Karte                                | Hinweis für den Bebilderer: Das Baudenkmal Leyentalstraße 78 ist nicht von der Straße einzusehen. |           |                  | 946             |
| weitere Bilder                                                  | Friedenskirche                                                  | Stephanplatz Luisenplatz 1 Karte                                  | Die Friedenskirche wurde in den Jahren 1872–1874 nach den Plänen des Architekten August Hartel erbaut. | 1872–1874 |                  | 135             |
| weitere Bilder                                                  | Haus der Seidenkultur                                           | Stephanplatz Luisenstraße 15 Karte                                | Paramentenweberei Hubert Gotzes | 1868      |                  | 718             |
|                                                                 |                                                                 | Stephanplatz Luisenstraße 39 Karte                                | |           |                  | 465             |
| Pfarrhaus und Kaplanei der katholischen Pfarrkirche St. Stephan | Pfarrhaus und Kaplanei der katholischen Pfarrkirche St. Stephan | Stephanplatz Luisenstraße 50, 52, 54 Karte                        | |           |                  | 326             |
| ehemaliges Postamt                                              | ehemaliges Postamt                                              | Stephanplatz Luisenstraße 62 Karte                                | Architekt: Karl Buschhüter | 1907      |                  | 614             |
|                                                                 |                                                                 | Stephanplatz Luisenstraße 102 Karte                               | |           |                  | 539             |
|                                                                 |                                                                 | Stephanplatz Mariannenstraße 30 Karte                             | |           |                  | 805             |
|                                                                 |                                                                 | Stephanplatz Mariannenstraße 42 Karte                             | |           |                  | 559             |
|                                                                 |                                                                 | Stephanplatz Mariannenstraße 44 Karte                             | |           |                  | 973             |
| weitere Bilder                                                  | Gymnasium am Moltkeplatz                                        | Cracau Moltkeplatz 12 Karte                                       | → Hauptartikel : Gymnasium am Moltkeplatz | 1912–1915 |                  | 328             |
| weitere Bilder                                                  | Grenzstein                                                      | Schinkenplatz Oppumer Straße Grenzstraße Karte                    | s. Anmerkungen zum Grenzstein Hohenzollernstraße | 1726      |                  | 602             |
|                                                                 |                                                                 | Stephanplatz Ostwall 23 Karte                                     | |           |                  | 411             |
|                                                                 |                                                                 | Stephanplatz Ostwall 25 Karte                                     | |           |                  | 412             |
|                                                                 |                                                                 | Stephanplatz Ostwall 27 Karte                                     | |           |                  | 413             |
|                                                                 |                                                                 | Stephanplatz Ostwall 37 Karte                                     | |           |                  | 178             |
|                                                                 |                                                                 | Stephanplatz Ostwall 39 Karte                                     | |           |                  | 333             |
|                                                                 |                                                                 | Stephanplatz Ostwall 41 Karte                                     | |           |                  | 414             |
|                                                                 |                                                                 | Stephanplatz Ostwall 47 Karte                                     | |           |                  | 415             |
|                                                                 |                                                                 | Stephanplatz Ostwall 59 Karte                                     | |           |                  | 417             |
|                                                                 |                                                                 | Stephanplatz Ostwall 119 Karte                                    | |           |                  | 335             |
|                                                                 |                                                                 | Stephanplatz Ostwall 121 Karte                                    | |           |                  | 336             |
| Bankgebäude                                                     | Bankgebäude                                                     | Stephanplatz Ostwall 131 Karte                                    | |           |                  | 304             |
| weitere Bilder                                                  | Hauptpost                                                       | Bleichpfad Ostwall 215, 217 Karte                                 | | 1894      |                  | 291             |
| BW                                                              | Wohnhaus                                                        | Cracau Roonstraße 77 Karte                                        | | 1904      | 17.06.2021       | 1035            |
| Wohnhaus                                                        | Wohnhaus                                                        | Cracau Roonstraße 80 Karte                                        | | 1912      | 07.06.2005       | 935             |
|                                                                 |                                                                 | Stephanplatz Schwertstraße 127 Karte                              | |           |                  | 804             |
| Schulgebäude                                                    | Schulgebäude                                                    | Stephanplatz Schwertstraße 135 Karte                              | |           |                  | 337             |
| Wohn- und Geschäftshaus                                         | Wohn- und Geschäftshaus                                         | Stephanplatz Schwertstraße 136 Karte                              | | 1884      | 14.06.2021       | 1033            |
| Wohnhaus                                                        | Wohnhaus                                                        | Stephanplatz Schwertstraße 138 Karte                              | | 1884      | 14.06.2021       | 1034            |
| weitere Bilder                                                  | Katholische Pfarrkirche St. Stephan                             | Stephanplatz Karte                                                | Die Kirche St. Stephan wurde von 1854 bis 1859 nach Plänen des Architekten Friedrich von Schmidt als dreischiffige neugotische Hallenkirche ohne Querschiff erbaut. | 1854–1859 |                  | 338             |
| weitere Bilder                                                  | Katholische Pfarrkirche St. Elisabeth                           | Schinkenplatz Viktoriaplatz 1 Karte                               | Im Jahr 1892 wurde in Krefeld ein Kapuzinerkloster gegründet, zwei Jahre später wurde die Kapuziner- und Pfarrkirche St. Elisabeth erbaut. |           |                  | 343             |
|                                                                 |                                                                 | Schinkenplatz Viktoriastraße 104 Karte                            | |           |                  | 880             |
| ehemaliges Bürogebäude                                          | ehemaliges Bürogebäude                                          | Cracau Von-Beckerath-Straße 11 Karte                              | Verbandhaus der Deutschen Seiden- und Samtindustrie e.V. | 1924      | 19.01.2004       | 926             |
|                                                                 |                                                                 | Cracau Wielandstraße 2 Karte                                      | |           |                  | 380             |
|                                                                 |                                                                 | Cracau Wilhelmshofallee 64 Karte                                  | |           |                  | 280             |